# Oilinyphia
Oilinyphia là một chi nhện trong họ Linyphiidae.

## Hình ảnh

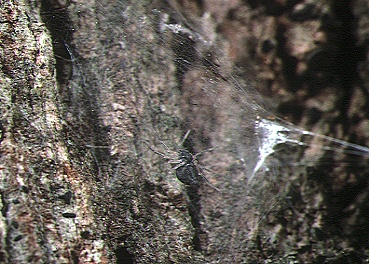
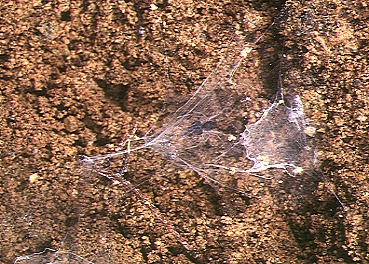
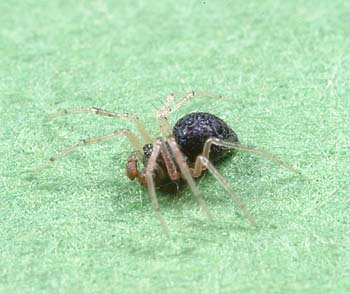